# Fortis Championships Luxembourg 2008
Fortis Championships Luxembourg 2008 — жіночий тенісний турнір, що проходив на закритих кортах з твердим покриттям у Люксембургу (Люксембург). Це був 13-й за ліком BGL Luxembourg Open. Належав до турнірів 3-ї категорії в рамках Туру WTA 2008. Тривав з 20 до 26 жовтня 2008 року. Перша сіяна Олена Дементьєва здобула титул в одиночному розряді й отримала 35 тис. доларів США.

## Фінальна частина

### Одиночний розряд
Олена Дементьєва —  Каролін Возняцкі 2–6, 6–4, 7–6(7–4)
- Для Дементьєвої це був 3-й титул в одиночному розряді за сезон і 11-й — за кар'єру.

### Парний розряд
Сорана Кирстя /  Марина Еракович —  Віра Душевіна /  Марія Коритцева 2–6, 6–3, 10–8